# Jerry Springer
Pour les articles homonymes, voir Springer.
 (mars 2013).
Si vous disposez d'ouvrages ou d'articles de référence ou si vous connaissez des sites web de qualité traitant du thème abordé ici, merci de compléter l'article en donnant les références utiles à sa vérifiabilité et en les liant à la section « Notes et références ».
Gerald Norman Springer, dit Jerry Springer, est un animateur de télévision américain né le 13 février 1944 à Londres et mort le 27 avril 2023 à Chicago.
Autrefois maire démocrate de Cincinnati, dans l'Ohio, il présente une émission de télévision portant son nom, le Jerry Springer Show, à Chicago. Il présente également une émission de radio appelée Springer on the Radio sur la radio américaine Air America Radio.

## Biographie
Né au Royaume-Uni dans la station de métro de Highgate à Londres, de parents juifs réfugiés de l'Allemagne nazie, Jerry Springer émigre en 1949 aux États-Unis avec sa famille sur le Queen Mary. Il obtient en 1965 un bachelor of Arts à l'université Tulane.
Jerry Springer est régulièrement poursuivi en justice par des participants du Jerry Springer Show à la suite des conséquences néfastes que l'émission a eues sur eux.
Il a participé à la troisième saison de l’émission américaine Dancing with the Stars avec Kim Johnson (en) comme partenaire de danse.
Le 15 février 2010, il était le présentateur invité de l'émission WWE Raw.
Il a fait une apparition dans le Simpson Horror Show IX de la série Les Simpson où il doit arbitrer un conflit entre la famille et Kang et Kodos pour la garde de Maggie mais il est tué dans le conflit.
En 2022, il fait une apparition dans la huitième saison de l'émission The Masked Singer, déguisé en scarabée.

## Participation à des films
- 1998 : La croisière s'amuse, nouvelle vague, épisode Le Commandant danse le mambo : lui-même
- 1999 : Austin Powers 2 : L'Espion qui m'a tirée : lui-même
- 2004 : La Sentinelle : Le président
- 2005 : Domino : lui-même
- 2017 : Happy, épisode Sourire gagnant : lui-même